# Kevin Frans
Kevin Frans (25 december 1995) is een Belgische voetballer die als keeper speelt. Hij stroomde in 2013 door vanuit de jeugd van KSV Oudenaarde.
Frans debuteerde tijdens het seizoen 2012/13 in dienst van KSV Oudenaarde in het betaald voetbal, in de tweede klasse. Op 25 september 2013 speelde Oudenaarde in de beker tegen Club Brugge. Frans verving de geblesseerde Sören Dutoit. Hij kreeg één doelpunt tegen. Na een wedstrijd tegen Club Brugge legde Frans een interview af voor de nationale televisie dat vervolgens een internethit werd door het meermaals na elkaar gebruiken van de woorden "Ja, oké, ja" en 'We hebben ons getoond'. Hij is een zoon van voormalig doelman Franky Frans.
In 2016 ging hij voor KMSK Deinze spelen.

## Clubcarrière
| Seizoen    | Club           | Competitie             | Wedstrijden | Doelpunten |
| ---------- | -------------- | ---------------------- | ----------- | ---------- |
| 2012/13    | KSV Oudenaarde | Tweede klasse          | 2           | 0          |
| 2013/14    | KSV Oudenaarde | Derde klasse           | 1           | 0          |
| 2014/15    | KSV Oudenaarde | Derde klasse           | 0           | 0          |
| 2015/16    | KSV Oudenaarde | Derde klasse           | 0           | 0          |
| 2016/17    | KMSK Deinze    | Eerste klasse amateurs | 0           | 0          |
| 2017/18    | KMSK Deinze    | Eerste klasse amateurs | 0           | 0          |
| 2018/heden | KRC Gent       |                        | ?           | 1          |